# Lijst van oorlogsmonumenten in Best
De gemeente Best heeft vijf oorlogsmonumenten. Hieronder een overzicht.
| Nr.  | Object                        | Herdachte groep                                                      | Ontwerper              | Onthulling        | Type            | Locatie                | Plaats | Coördinaten                   | Foto                          |
| ---- | ----------------------------- | -------------------------------------------------------------------- | ---------------------- | ----------------- | --------------- | ---------------------- | ------ | ----------------------------- | ----------------------------- |
| 1734 | Gedenksteen voor Joe Mann     | geallieerde militairen                                               | Mevr. A. Jacobs-Boxtel |                   | plaquette       | Boslaan-Zuid, 5681 BK  | Best   | 51° 30' 22" NB, 5° 24' 56" OL | Gedenksteen voor Joe Mann     |
| 1735 | Joe Mann monument             | geallieerde militairen                                               | Ad Berntsen            | 17 september 1956 | zuil            | Joe Mannweg, 5681 BG   | Best   | 51° 30' 45" NB, 5° 26' 3" OL  | Joe Mann monument             |
| 1736 | Oorlogskruis in het Kruispark | militairen in dienst van het Ned. Kon. 1940-1945, burgerslachtoffers |                        | 31 augustus 1945  | Kruis           | Oirschotseweg, 5684 NE | Best   | 51° 30' 28" NB, 5° 22' 15" OL | Oorlogskruis in het Kruispark |
| 1741 | Schots monument               | geallieerde militairen                                               | Antoinette Briët       | 24 oktober 1994   | beeld/sculptuur | Hoofdstraat, 5683 AA   | Best   | 51° 30' 43" NB, 5° 23' 29" OL | Schots monument               |
| 3388 | Monument voor Robert Cole     | geallieerde militairen                                               |                        | 18 september 2009 | gedenksteen     | Schietbaanlaan, 5681   | Best   | 51° 31' 26" NB, 5° 25' 47" OL | Monument voor Robert Cole     |

Alphen-Chaam ·
Altena ·
Asten ·
Baarle-Nassau ·
Bergeijk ·
Bergen op Zoom ·
Bernheze ·
Best ·
Bladel ·
Boekel ·
Boxtel ·
Breda ·
Cranendonck ·
Deurne ·
Dongen ·
Drimmelen ·
Eersel ·
Eindhoven ·
Etten-Leur ·
Geertruidenberg ·
Geldrop-Mierlo ·
Gemert-Bakel ·
Gilze en Rijen ·
Goirle ·
Halderberge ·
Heeze-Leende ·
Helmond ·
's-Hertogenbosch ·
Heusden ·
Hilvarenbeek ·
Laarbeek ·
Land van Cuijk ·
Loon op Zand ·
Maashorst ·
Meierijstad ·
Moerdijk ·
Nuenen, Gerwen en Nederwetten ·
Oirschot ·
Oisterwijk ·
Oosterhout ·
Oss ·
Reusel-De Mierden ·
Roosendaal ·
Rucphen ·
Sint-Michielsgestel ·
Someren ·
Son en Breugel ·
Steenbergen ·
Tilburg ·
Valkenswaard ·
Veldhoven ·
Vught ·
Waalre ·
Waalwijk ·
Woensdrecht ·
Zundert